# NGC 2980
NGC 2980 este o hi (21cm) source⁠(d) situată în constelația Sextantul. A fost descoperită în 27 martie 1786 de către William Herschel. Se află la o distanță de 94,19 de megaparseci de Pământ.